# Operación Valquiria

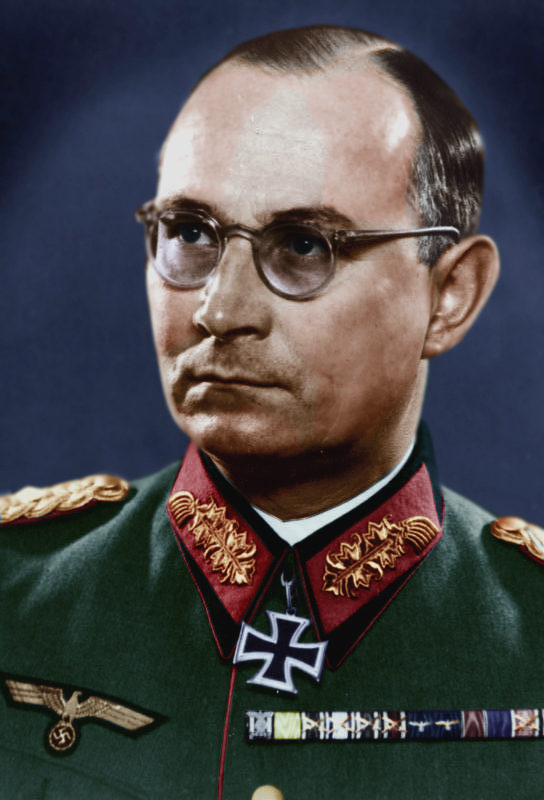
Friedrich Olbricht, uno de los creadores del plan de emergencia de 1941. Fotografía coloreada de 1939.

La Operación Valquiria (en alemán: Unternehmen Walküre) era un plan de continuidad del gobierno elaborado por la Wehrmacht en el contexto de la Segunda Guerra Mundial, expedido al Ejército de Reserva Territorial de Alemania (Ersatzheer) para ejecutarlo e implementarlo en caso de un colapso general del orden civil en el Tercer Reich. Entre las posibles causas para una hipotética pérdida del régimen sobre el control de los asuntos civiles estaban el bombardeo aliado de las ciudades alemanas o el alzamiento de los millones de trabajadores forzados extranjeros en las fábricas alemanas. 
Friedrich Olbricht, Henning von Tresckow y Claus von Stauffenberg, oficiales del Heer, hicieron una serie de modificaciones, en lo que se conoció como el Plan Valquiria (en alemán: Plan „Walküre“), con la intención de usarlo para tomar el control de las ciudades alemanas, desarmar a las SS y arrestar al liderazgo nazi, una vez que Hitler fuese asesinado en el complot del 20 de julio. Se requería terminantemente la muerte de Hitler, en lugar de su arresto, para liberar a los soldados alemanes del juramento de lealtad (Reichswehreid). Después de largos preparativos, el plan de los conspiradores se activó en 1944, pero falló en la fase 1. 

## Plan original
El plan se elaboró durante el desastre invernal del Frente Oriental en diciembre de 1941. En el invierno de 1941, se prepararon una serie de órdenes con criptónimos inspirados en obras de Wagner: «Valquiria» (Valkyrie), de uso exclusivo por Adolf Hitler y el comandante del ejército de reserva, y «Oro del Rin» (Rheingold); estas órdenes iniciaban la operación para movilizar soldados del ejército de reserva (Ersatzheer) y en entrenamiento, así como a los aproximadamente 300 000 soldados con licencia, quienes debían ocupar puntos importantes en Berlín y otras ciudades más grandes y actuar contra los insurgentes, de modo que las tropas pudieran ser lanzadas rápidamente al frente o utilizados contra el aire enemigo o los desembarcos costeros. El propósito era evitar temidos levantamientos por la población civil, prisioneros de guerra y de campos de concentración. Con la señal, todas las tropas disponibles tuvieron que formarse en regimientos reforzados o grupos de combate, armarse y estar listos para marchar en unas pocas horas. Este plan fue desarrollado por el personal de Friedrich Olbricht, en su calidad de jefe de la Oficina General del Ejército (Allgemeines Heeresamt), y fue aprobado por Hitler.

## Revisiones orientadas al golpe
La idea de usar el ejército de reserva en tierra alemana para un posible golpe de Estado ya existía, pero, aparte del propio Hitler, solo Friedrich Fromm, jefe del ejército de reserva desde 1938, podía iniciar la Operación Valquiria. La negativa de Fromm a cooperar en un posible golpe de Estado planteó un serio obstáculo para los conspiradores. No obstante, después de un intento fallido de asesinato el 13 de marzo de 1943 (Operación Destello), Olbricht sintió que el plan golpista original era inadecuado y que el ejército de reserva debería usarse en el golpe incluso sin la cooperación de Fromm. 

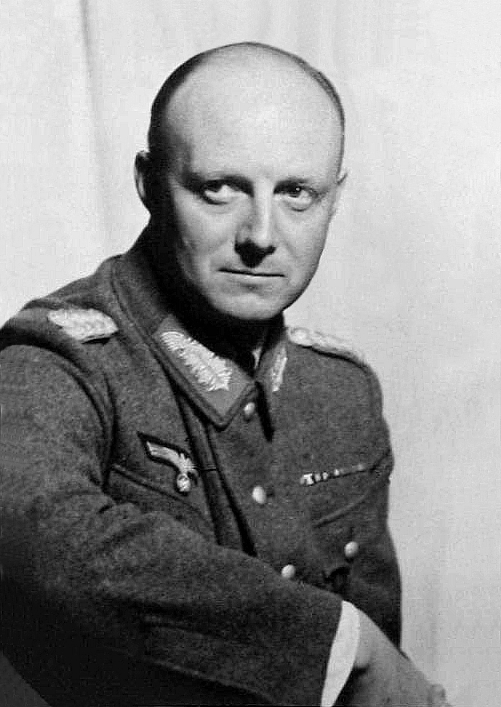
Henning von Tresckow en 1944.

La orden original de Valquiria solo abordaba la estrategia de garantizar la preparación para el combate de las unidades entre los elementos dispersos del ejército de reserva. En la primavera de 1942, Olbricht agregó una segunda parte, «Valquiria II», que preveía la rápida agrupación de unidades en grupos de batalla listos para la acción. En agosto y septiembre de 1943, Henning von Tresckow consideró que la revisión de Olbricht era inadecuada y, por ende, amplió exhaustivamente el Plan Valquiria y redactó nuevas órdenes complementarias. Una declaración secreta comenzaba con las palabras: «¡El Führer Adolf Hitler está muerto! Una camarilla sin escrúpulos de líderes de partidos extranjeros en el frente ha intentado, utilizando esta situación, traicionar al frente que lucha duramente y tomar el poder para sus propios propósitos egoístas». Se elaboraron instrucciones detalladas para la ocupación de los ministerios del gobierno en Berlín, el cuartel general de Heinrich Himmler en Prusia Oriental, estaciones de radio, centrales telefónicas, otras infraestructuras nazis como distritos militares (Wehrkreise) y campos de concentración. (Anteriormente, se creía que Claus von Stauffenberg era el principal responsable del Plan Valquiria, pero los documentos recuperados por la Unión Soviética después de la guerra y publicados en 2007 sugieren que Tresckow desarrolló un plan detallado en otoño de 1943.) Los documentos eran manejados por la esposa de Tresckow, Erika, y Margarete von Oven, su secretaria. Ambas mujeres usaban guantes para no dejar huellas digitales.
En esencia, el plan golpista consistía en engañar al ejército de reserva para que incautara y removiera al gobierno civil alemán en tiempos de guerra, con la falsa pretensión de que las SS habían intentado un golpe de Estado y asesinado a Hitler. Los conspiradores dependían de la suposición de que los soldados de base y los oficiales menores designados para ejecutar el Plan Valquiria estarían motivados para hacerlo, basándose en su falsa creencia de que el liderazgo civil nazi se había comportado con deslealtad y traición contra el Estado y, por tanto, se les exigió que fueran removidos. Los conspiradores contaban con que los soldados obedecieran sus órdenes, siempre que vinieran del canal legítimo, es decir, el Alto Mando del Ejército de Reserva, en la situación de emergencia por la supuesta muerte de Hitler.
Además de Hitler, solo Fromm, como comandante del ejército de reserva, podía activar la Operación Valquiria. Para que el golpe planeado tuviera éxito, los conspiradores tenían que ganarse a Fromm para la conspiración o neutralizarlo de alguna manera. Fromm, como muchos oficiales de alto rango, conocía en gran medida las conspiraciones militares contra Hitler, pero no las apoyó ni las denunció a la Gestapo.

## Implementación
Stauffenberg desempeñó el rol clave en la implementación real, después de su intento de asesinato contra Hitler el 20 de julio de 1944. También había mejorado aun más el plan Valquiria e hizo cambios para abordar situaciones cambiantes. La posición de Stauffenberg como jefe del Estado Mayor del ejército de reserva le dio acceso a Hitler para informes y, al mismo tiempo, requería de su presencia en el cuartel general para la implementación del plan. Al principio, Tresckow y Stauffenberg buscaron otros oficiales con acceso a Hitler que pudieran llevar a cabo el asesinato. Helmuth Stieff, jefe de organización en el Oberkommando des Heeres, se ofreció para ser el asesino, pero luego se retiró. Tresckow intentó varias veces ser asignado al cuartel general de Hitler, sin éxito. Finalmente, Stauffenberg decidió llevar a cabo tanto el intento de asesinato de acuerdo al Plan Valquiria, lo que redujo en gran medida las posibilidades de éxito. Después de dos intentos fallidos, Stauffenberg colocó la bomba el 20 de julio y se apresuró a regresar a Berlín para asumir su rol decisivo.
Al descubrir que la bomba no había matado a Hitler, Fromm ordenó la ejecución de Olbricht, su jefe del Estado Mayor Albrecht Mertz von Quirnheim, Stauffenberg y su ayudante Werner von Haeften. Poco después de la medianoche, los condenados fueron conducidos a un montículo de tierra iluminado por vehículos aparcados, donde cada uno fue ejecutado por un pelotón de fusilamiento en el patio de la sede del Bendlerstrasse.

## Orden inicial al distrito militar
I. Der Führer Adolf Hitler ist tot!

Eine gewissenlose Clique frontfremder Parteiführer hat es unter Ausnutzung dieser Lage versucht, der schwerringenden Front in den Rücken zu fallen und die Macht zu eigennützigen Zwecken an sich zu reißen.

II. In dieser Stunde höchster Gefahr hat die Reichsregierung zur Aufrechterhaltung von Recht und Ordnung den militärischen Ausnahmezustand verhängt und mir zugleich mit dem Oberbefehl über die Wehrmacht die vollziehende Gewalt übertragen.

III. Hierzu befehle ich:

1. Ich übertrage die vollziehende Gewalt – mit dem Recht der Delegation auf die territorialen Befehlshaber – im Heimatkriegsgebiet auf den Befehlshaber des Ersatzheeres unter gleichzeitiger Ernennung zum Oberbefehlshaber im Heimatkriegsgebiet – in den besetzten Westgebieten auf den Oberbefehlshaber West – in Italien auf den Oberbefehlshaber Südwest – in den besetzten Ostgebieten auf die Oberbefehlshaber der Heeresgruppen und den Wehrmachtbefehlshaber Ostland für ihren jeweiligen Befehlsbereich – in Dänemark und Norwegen auf die Wehrmachtbefehlshaber.

2. Den Inhabern der vollziehenden Gewalt sind unterstellt:

a) sämtliche in ihrem Befehlsbereich befindlichen Dienststellen und Einheiten der Wehrmacht einschl. der Waffen-SS, des RAD und der OT;

b) alle öffentlichen Behörden (des Reiches, der Länder und der Gemeinden), insbesondere die gesamte Ordnungs-, Sicherheits- und Verwaltungspolizei;

c) alle Amtsträger und Gliederungen der NSDAP und der ihr angeschlossenen Verbände;

d) die Verkehrs- und Versorgungsbetriebe.

3. Die gesamte Waffen-SS ist mit sofortiger Wirkung ins Heer eingegliedert.

4. Die Inhaber der vollziehenden Gewalt sind für die Aufrechterhaltung der Ordnung und öffentlichen Sicherheit verantwortlich. Sie haben insbesondere zu sorgen für:

a) die Sicherung der Nachrichtenanlagen,

b) die Ausschaltung des SD.

Jeder Widerstand gegen die militärische Vollzugsgewalt ist rücksichtslos zu brechen.

In dieser Stunde höchster Gefahr für das Vaterland ist Geschlossenheit der Wehrmacht und Aufrechterhaltung voller Disziplin oberstes Gebot.

Ich mache es daher allen Befehlshabern des Heeres, der Kriegsmarine und der Luftwaffe zur Pflicht, die Inhaber der vollziehenden Gewalt bei Durchführung ihrer schwierigen Aufgabe mit allen zu Gebote stehenden Mitteln zu unterstützen und die Befolgung ihrer Weisungen durch die untergeordneten Dienststellen sicherzustellen. Der deutsche Soldat steht vor einer geschichtlichen Aufgabe. Von seiner Tatkraft und Haltung wird es abhängen, ob Deutschland gerettet wird.

Gleiches haben alle territorialen Befehlshaber, die Oberkommandos der Wehrmachtteile und die den Oberkommandos unmittelbar unterstehenden Kommandobehörden des Heeres, der Kriegsmarine und der Luftwaffe.

Der Oberbefehlshaber der Wehrmacht

gez. v. Witzleben

Generalfeldmarschall
I. ¡El Führer Adolf Hitler está muerto!

Una camarilla sin escrúpulos de líderes de partidos extranjeros en el frente ha intentado, utilizando esta situación, traicionar al frente que lucha duramente y tomar el poder para sus propios propósitos egoístas

II. En esta hora de mayor peligro, el gobierno del Reich ha declarado un estado de emergencia militar para el mantenimiento de la ley y el orden y, al mismo tiempo, me ha transferido el poder ejecutivo, con el mando supremo de la Wehrmacht.

III. Con esto, ordeno:

1. Transfiero el poder ejecutivo – con el derecho de delegación, a los comandantes territoriales – en el frente interno, al comandante del ejército de reserva bajo el nombramiento simultáneo del comandante supremo de la patria en guerra – en el área occidental ocupada, al comandante supremo del oeste – en Italia, al comandante supremo del suroeste – en el área oriental ocupada, al comandante supremo de los grupos de ejércitos y al comandante del territorio oriental de la Wehrmacht para su respectiva área de mando – en Dinamarca y Noruega, al comandante de la Wehrmacht.

2. Los titulares del poder ejecutivo tienen control sobre:

a) todas las secciones y unidades de la Wehrmacht, así como las Waffen-SS, el RAD y la OT, dentro de su área de mando;

b) todas las autoridades públicas (del Reich, los estados federados y los municipios), especialmente la Policía del Orden, la Policía de Seguridad y la Policía Administrativa;

c) todos los titulares de cargos y subdivisiones del NSDAP y los de sus asociaciones afiliadas;

d) los servicios de transporte y servicios públicos.

3. Todas las Waffen-SS serán integradas en el Heer con efecto inmediato.

4. Los titulares del poder ejecutivo son responsables del mantenimiento del orden público y la seguridad. Especialmente tienen que garantizar:

 a) la protección de las comunicaciones,

 b) la supresión del SD.

Cualquier resistencia al poder militar ejecutivo debe ser despiadadamente aplastada.

En esta hora de mayor peligro para la patria, la unidad de la Wehrmacht y el mantenimiento irrestricto de la disciplina son primordiales.

Por tanto, hago imperativo que todos los comandantes del Heer, la Kriegsmarine y la Luftwaffe apoyen a los titulares del poder ejecutivo con todos los medios disponibles para llevar a cabo su difícil tarea y garantizar el cumplimiento de sus directivas por las secciones subordinadas. El soldado alemán se enfrenta a una tarea histórica. Dependerá de su energía y actitud si Alemania pueda salvarse.

Lo mismo se aplica a todos los comandantes territoriales, el alto mando de las secciones de la Wehrmacht y las autoridades de mando del Heer, la Kriegsmarine y la Luftwaffe, que están directamente subordinadas al alto mando.

El comandante en jefe de la Wehrmacht

firmado por Witzleben

Generalfeldmarschall

## Eventos posteriores

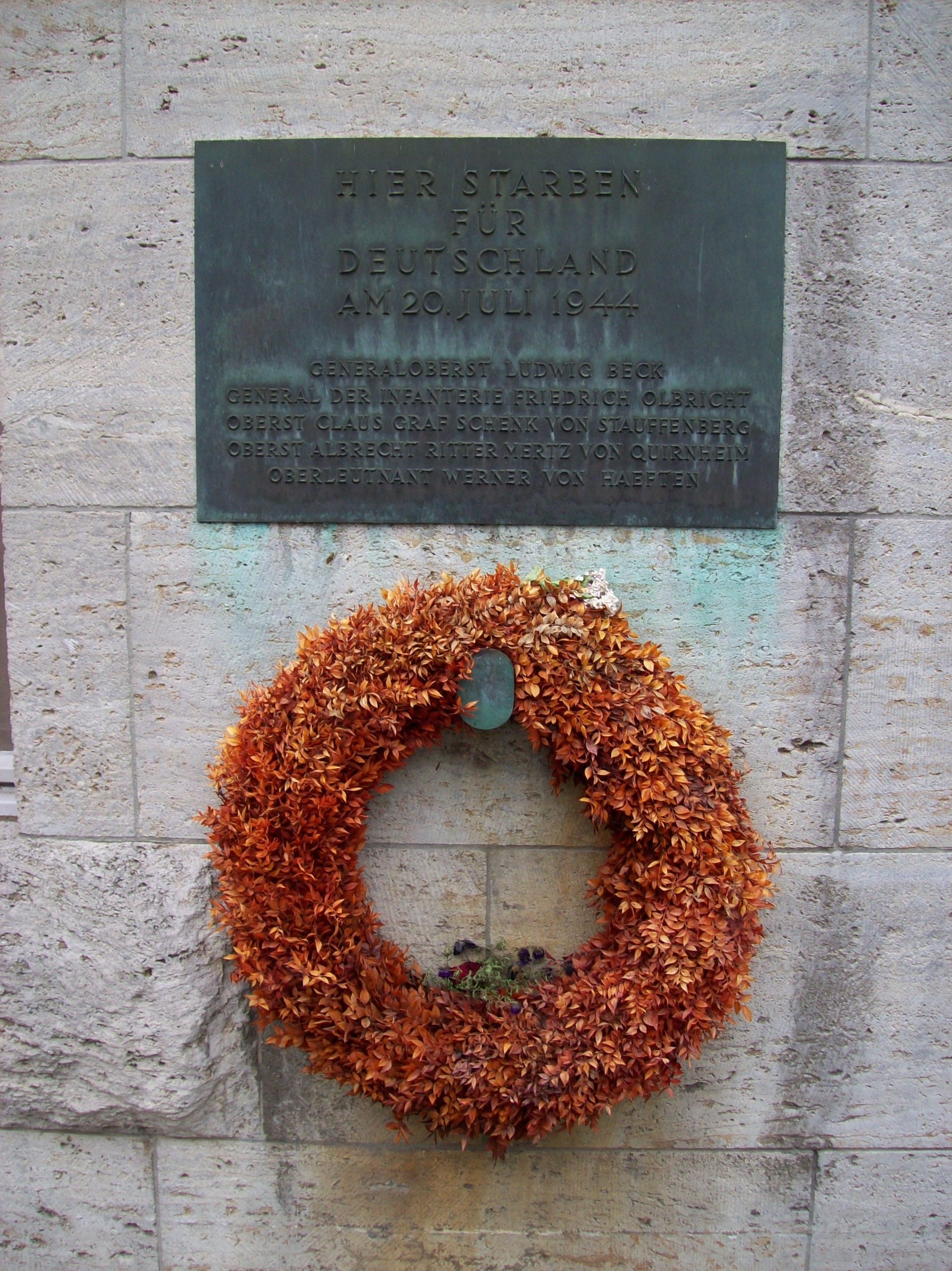
Placa en Bendlerblock (Berlín) en 2007

Después del atentado, Hitler derogó el plan de emergencia. Además, entregó el mando del ejército de reserva a Heinrich Himmler, quien desde entonces fue responsable de la seguridad en el Reich. La indecisión de Fromm también tuvo consecuencias para él: un día después, la Gestapo encontró que había estado al tanto de los planes de derrocamiento. Su retirada del complot no fue vista como lealtad y, aunque no se pudo demostrar que tuviese participación directa, fue condenado a muerte por el Tribunal Popular «por cobardía ante el enemigo» y fusilado el 12 de marzo de 1945 en la prisión de Brandeburgo.